# Jurignac
Jurignac est une ancienne commune du sud-ouest de la France, située dans le département de la Charente (région Nouvelle-Aquitaine).
Depuis le 1er janvier 2016, elle est devenue une commune déléguée de la commune nouvelle de Val des Vignes dont elle est le chef-lieu.
Ses habitants sont les Jurignacais et les Jurignacaises.

## Géographie

### Localisation et accès
Jurignac est une commune située à 20 km au sud-ouest d'Angoulême.
Le bourg de Jurignac est aussi à 7 km au sud de Châteauneuf, 9 km au nord-ouest de Blanzac, le chef-lieu de son ancien canton, 9 km au sud-ouest de Roullet, et 11 km au nord-est de Barbezieux.
Jurignac est située sur la N. 10 entre Angoulême et Bordeaux, qui a été déviée deux fois et passe maintenant à 0,7 km au nord-ouest du bourg et est aménagée en voie express. L'ancienne route par Pétignac, connue des routiers par sa côte, est encore en 2011 une route nationale et s'appelle la N 2010.
La D 10, route de Cognac à Aubeterre-sur-Dronne par Châteauneuf et Blanzac traverse la commune et passe près du bourg. Elle coupe la N 10 par un échangeur. La D 107, route des crêtes appelée chemin de la Faye, dessert le bourg.
La gare la plus proche est celle de Châteauneuf, desservie par des TER à destination d'Angoulême, Cognac, Saintes et Royan.

### Hameaux et lieux-dits
Jurignac compte quelques hameaux importants, comme chez Chotard au nord, Pétignac au nord du bourg sur l'ancien tracé de la route nationale, ainsi que des hameaux de moindre importance : chez Beillard, le Plantis, le Landry, Maison Neuve, et des fermes.

### Communes limitrophes

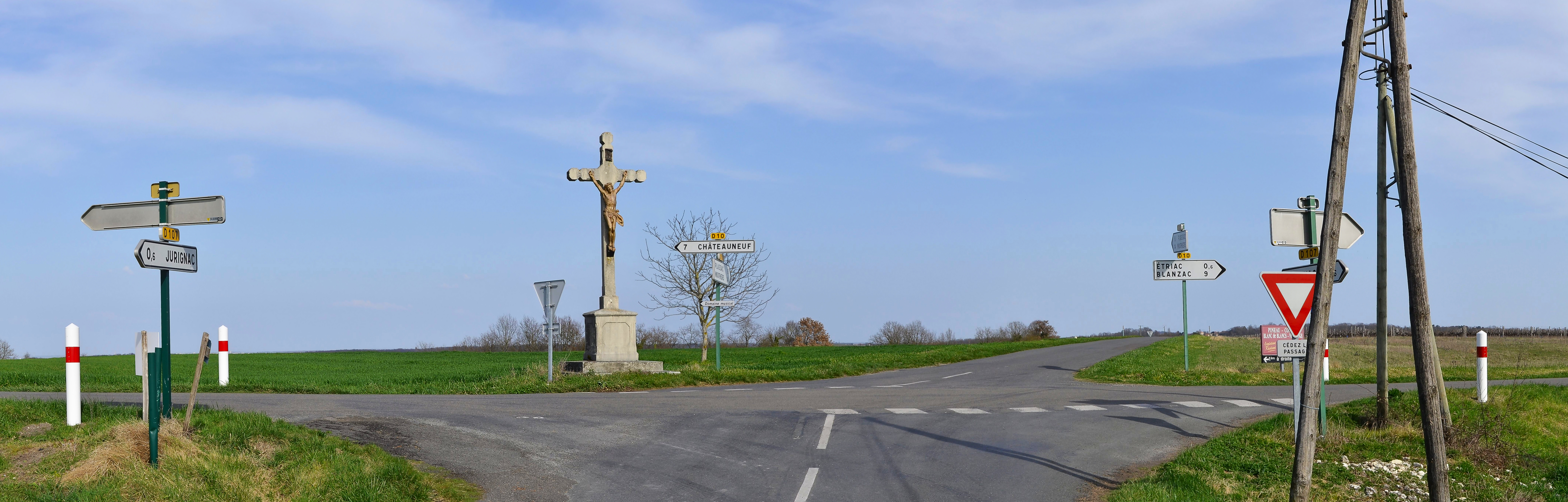
Croisement de la D10 et de la D107, non loin du bourg.

|           | Birac                    | Roullet-Saint-Estèphe      |
| Nonaville | Jurignac                 | Étriac                     |
| Ladiville | Péreuil (Val des Vignes) | Aubeville (Val des Vignes) |

### Géologie et relief
La commune occupe un plateau calcaire datant du Crétacé, qui s'étage entre le Coniacien au nord et le Campanien au sud, en passant par le Santonien qui occupe le centre de la commune.
La commune est traversée par une cuesta située dans le Campanien, très marquée, qui passe à Pétignac et regarde vers le nord-est, et qui va vers l'ouest en direction de Bouteville et Segonzac, et vers l'est en direction de Plassac-Rouffiac et Villebois-Lavalette. Au nord, au pied de cette cuesta, on trouve un palier occupé par le Santonien et le Coniacien. La moitié sud de la commune est occupée par le Campanien, calcaire plus crayeux, qui occupe une grande partie du Sud Charente,,,.
Un épaulement secondaire lui aussi assez haut se détache de cette crête et se dirige vers le sud. Le point culminant de la commune est à une altitude de 141 m, situé sur cet épaulement près de chez Beillard. Le point le plus bas est à 51 m, situé sur la limite sud le long de l'Écly. Le bourg, situé sur la crête, est à 130 m d'altitude. Le relief de la commune est moins prononcé au nord de Pétignac qu'au sud.

### Hydrographie
L'Écly, affluent du Né et sous-affluent de la Charente, limite la commune au sud. Aucun autre cours d'eau ne traverse la commune, à part un petit affluent intermittent qui naît à la Font Bertin, se dirige vers l'Écly et fait la limite de la commune au sud-est.

### Climat
Comme dans les trois quarts sud et ouest du département, le climat est océanique aquitain.

## Toponymie
Les formes anciennes sont Jurnaco en 1110, Jurniaco en 1291, Jornaco en 1312, Jorniaco, Jurnhaco, Jurnhiaco, Juriniaco vers le XIIIe siècle.
L'origine du nom de Jurignac remonterait à un nom de personne gallo-romain Jurinius ou Jornius auquel est apposé le suffixe -acum, ce qui correspondrait à Juriniacum, « domaine de Jurinius ».

## Histoire
L'église Saint-Pierre était un des 13 archiprêtrés de l'Angoumois.
Entre le Xe et XVIIIe siècles, Jurignac était aussi le siège d'une viguerie, qui rendait la justice localement. Au nombre de six sous les Carolingiens, le comté d'Angoulême comptera une vingtaine de vigueries après son extension au XIe siècle.
En 1548, le mouvement insurrectionnel de la gabelle qui s'était étendu en Guyenne serait parti du bourg de Jurignac.
Aux XVIIIe et XIXe siècles, Pétignac était un relais de poste important.
Jusqu'à récemment (début du XXe siècle), un marché avait lieu le 21 de chaque mois.

## Politique et administration
Jurignac, a fait partie du canton de Roullet puis depuis 1801 à celui de Blanzac devenu Blanzac-Porcheresse en 1973.

### Liste des maires
| Période                                  | Période       | Identité        | Étiquette | Qualité  |
| ---------------------------------------- | ------------- | --------------- | --------- | -------- |
| av.1962                                  | ?             | Paul Coupillaud |           |          |
| Les données manquantes sont à compléter. |               |                 |           |          |
| 1999                                     | 2008          | Maryse Moureau  |           |          |
| 2008                                     | décembre 2015 | Guy Decelle     | SE        | Retraité |

## Population et société

### Démographie
L'évolution du nombre d'habitants est connue à travers les recensements de la population effectués dans la commune depuis 1793. À partir du 1er janvier 2009, les populations légales des communes sont publiées annuellement dans le cadre d'un recensement qui repose désormais sur une collecte d'information annuelle, concernant successivement tous les territoires communaux au cours d'une période de cinq ans. 
Pour les communes de moins de 10 000 habitants, une enquête de recensement portant sur toute la population est réalisée tous les cinq ans, les populations légales des années intermédiaires étant quant à elles estimées par interpolation ou extrapolation. Pour la commune, le premier recensement exhaustif entrant dans le cadre du nouveau dispositif a été réalisé en 2005,.
En 2013, la commune comptait 594 habitants, en évolution de +13,36 % par rapport à 2008 (Charente : +0,65 %, France hors Mayotte : +2,49 %).
| 1793 | 1800 | 1806 | 1821 | 1831 | 1841 | 1846 | 1851 | 1856 |
| ---- | ---- | ---- | ---- | ---- | ---- | ---- | ---- | ---- |
| 497  | 679  | 649  | 685  | 811  | 796  | 803  | 854  | 802  |

| 1861 | 1866 | 1872 | 1876 | 1881 | 1886 | 1891 | 1896 | 1901 |
| ---- | ---- | ---- | ---- | ---- | ---- | ---- | ---- | ---- |
| 878  | 886  | 850  | 820  | 745  | 659  | 625  | 642  | 619  |

| 1906 | 1911 | 1921 | 1926 | 1931 | 1936 | 1946 | 1954 | 1962 |
| ---- | ---- | ---- | ---- | ---- | ---- | ---- | ---- | ---- |
| 591  | 650  | 594  | 554  | 540  | 541  | 538  | 557  | 545  |

| 1968 | 1975 | 1982 | 1990 | 1999 | 2005 | 2010 | 2013 | - |
| ---- | ---- | ---- | ---- | ---- | ---- | ---- | ---- | - |
| 523  | 552  | 499  | 539  | 501  | 518  | 526  | 594  | - |

### Pyramide des âges
| Hommes | Classe d’âge | Femmes |
| ------ | ------------ | ------ |
| 0,0    | 90 ans ou +  | 0,0    |
| 7,2    | 75 à 89 ans  | 10,2   |
| 13,6   | 60 à 74 ans  | 15,4   |
| 24,6   | 45 à 59 ans  | 26,8   |
| 23,1   | 30 à 44 ans  | 17,7   |
| 14,8   | 15 à 29 ans  | 12,2   |
| 16,7   | 0 à 14 ans   | 17,7   |

| Hommes | Classe d’âge | Femmes |
| ------ | ------------ | ------ |
| 0,5    | 90 ans ou +  | 1,6    |
| 8,2    | 75 à 89 ans  | 11,8   |
| 15,2   | 60 à 74 ans  | 15,8   |
| 22,3   | 45 à 59 ans  | 21,5   |
| 20,0   | 30 à 44 ans  | 19,2   |
| 16,7   | 15 à 29 ans  | 14,7   |
| 17,1   | 0 à 14 ans   | 15,4   |

### Enseignement
L'école est un RPI entre Jurignac et Péreuil. Jurignac accueille l'école primaire et Péreuil l'école élémentaire. L'école de Jurignac est située au bourg et comporte trois classes, dont une de maternelle. Le secteur du collège est Blanzac.

## Économie

### Agriculture
La viticulture est une activité importante de Jurignac, qui est située en Petite Champagne, dans la zone d'appellation d'origine contrôlée du cognac.
Certains producteurs vendent cognac, pineau des Charentes et vin de pays à la propriété.

## Culture locale et patrimoine

### Lieux et monuments
L'église paroissiale Saint-Pierre est d'origine romane (nef) mais a été remaniée au XVe siècle (clocher).
Le logis de Champourry, sur l'ancienne route nationale, date de la fin du XVIe siècle. Il a appartenu au XVIIIe siècle au chevalier d'Anqueville.
La distillerie de cognac André Duclos, bâtiment de la fin du XIXe siècle abrite maintenant le Domaine musical de Pétignac où des instruments de musique sont fabriqués,.

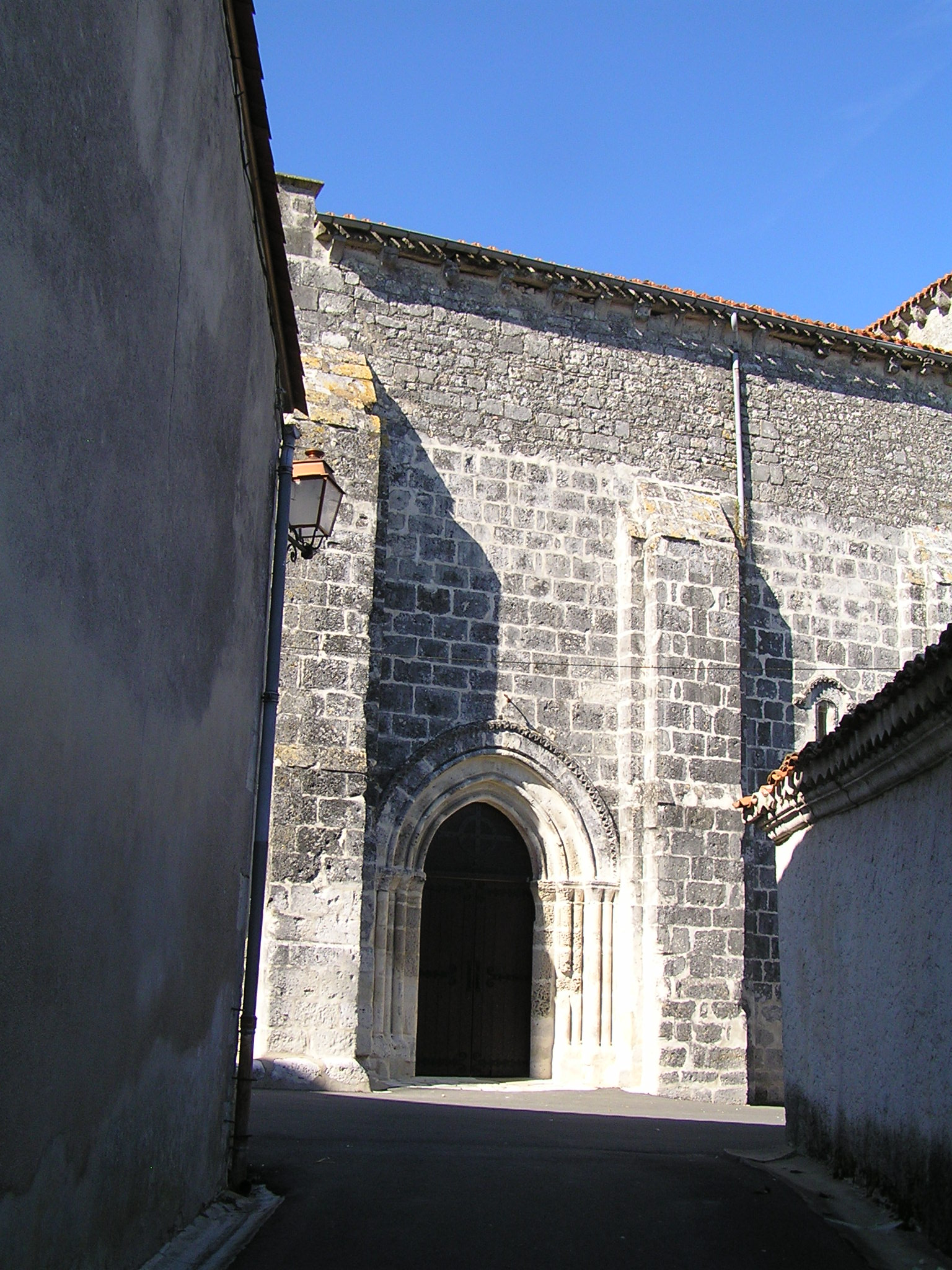
L'église Saint-Pierre.
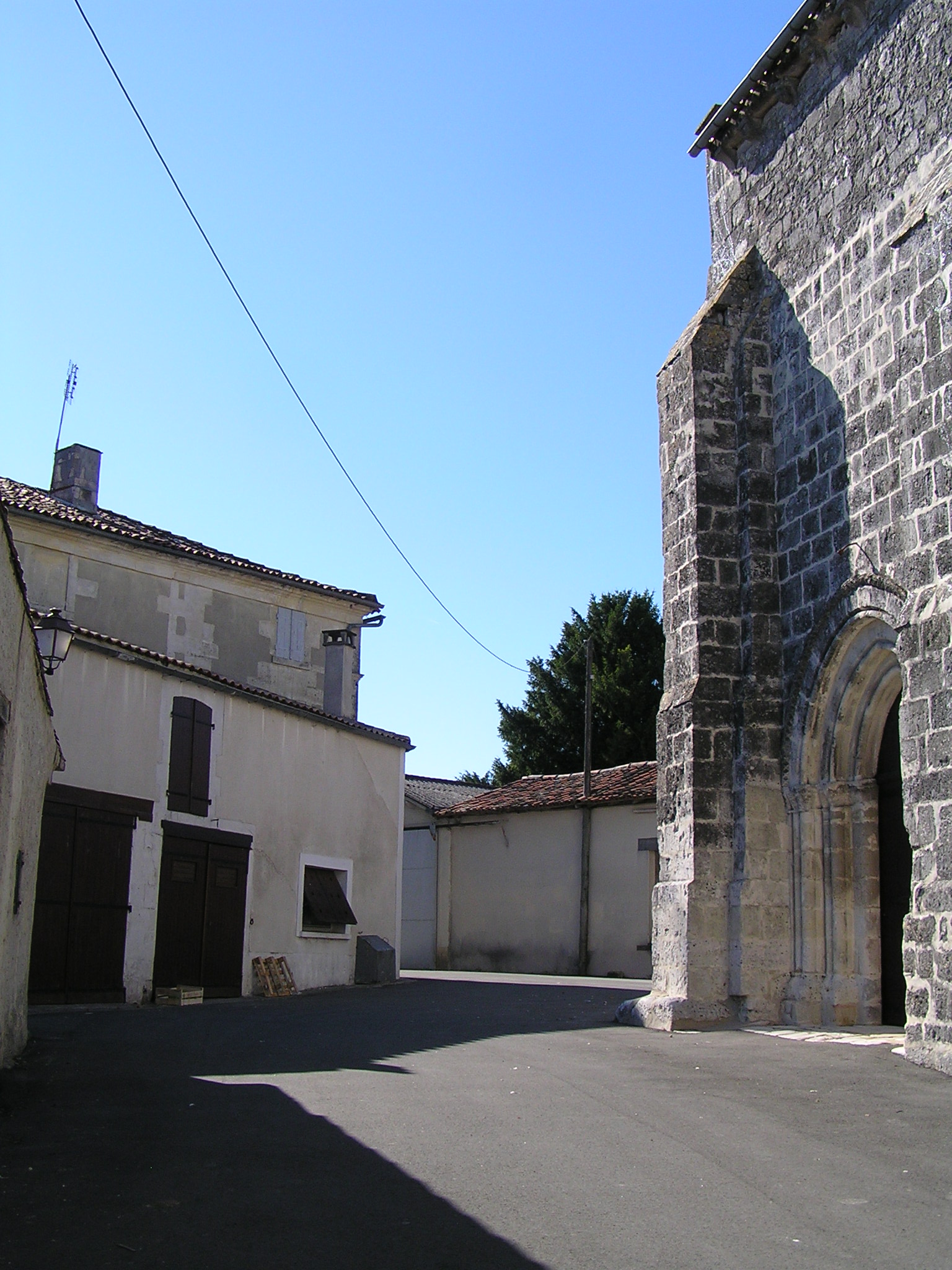
Le centre du village.